# When Your Heart Stops Beating
Singles
1. No, It Isn't (demo)
Sortie : 13 décembre 2005
2. Lycanthrope
Sortie : 7 novembre 2006
3. When Your Heart Stops Beating
Sortie : 14 novembre 2006

When Your Heart Stops Beating est l'unique album du groupe de rock alternatif américain +44. Trois singles ont été extraits de cet album : une démo de No, It Isn't, Lycanthrope, et la chanson-titre When Your Heart Stops Beating.
Créé après l'annonce en 2005 de la rupture de Blink-182, précédent groupe du bassiste et chanteur Mark Hoppus et du batteur Travis Barker, les paroles de cet album reflètent les sentiments durs ressentis ensuite. +44 a tout d'abord commencé avec du matériel électronique pour Hoppus et Barker, qui ont ensuite, après l'achat d'un studio et l'addition du guitariste solo Shane Gallagher et du guitariste rythmique Craig Fairbaugh, évolués vers un son rock plus traditionnel. Carol Heller, d'abord membre officiel du groupe, les a quitté pour fonder une famille et ne fait finalement qu'une apparition dans l'album sur la chanson Make You Smile.
L'album fut disponible en trois différentes couleurs : bleu (version standard), rose et vert. Le premier titre à être sorti sur le site officiel du groupe, http://www.plusfourtyfour.com, était No It isn't. Le 3 octobre 2006, le clip du titre When Your Heart Stops Beating fut passé sur TRL, en avant première. Avant la sortie de l'album, le groupe avait déjà joué à Los Angeles, au Roxy, puis avait engagé sa première tournée en Europe. À la suite de l'annonce de la réunification de Blink-182, c'est-à-dire de Travis Barker, de Mark Hoppus, et de Tom Delonge qui avait créé son propre groupe Angels and Airwaves, annoncée officiellement lors de la 51e cérémonie des Grammy Awards le 8 février 2009, le groupe est actuellement en hiatus indéterminé et la production de son second album est arrêtée.

## Contexte
Les débuts de +44 coïncident avec le hiatus du précédent groupe de Hoppus et Barker, Blink-182, fin 2004. Des tensions sont apparues entre les membres après que Tom DeLonge a expliqué son désir d'annuler une prochaine tournée pour s'autoriser un répit de six mois sans représentations. A un meeting du groupe qui correspond au début du dernier tour en Europe de Blink-182 en décembre, DeLonge exprima son désir de passer plus de temps avec sa famille. Il a également refusé l'enregistrement d'un nouvel album. Pendant la pause de six mois du groupe, Hoppus annonça qu'il voulait que le groupe joue au concert Music for Relief pour l'Asie du Sud, un show pour aider les victimes du séisme du 26 décembre 2004 dans l'océan Indien. DeLonge accepta de jouer, et le groupe a commencé à répéter pour l'évènement de février 2005. Plusieurs tensions sont apparues pendant les répétitions, et ont commencé à se disputer sur à plusieurs sujets, forçant le groupe à se séparer. Le manager Rick DeVoe appela Hoppus and Barker, qui attendaient DeLonge dans la salle de répétitions, le jour suivant pour leur dire que DeLonge avait quitté le groupe,. Jordan Schur, l'ancien président de Geffen Records (distributeur de Blink-182, le dernier album avant leur séparation), aurait conseillé à Barker de dire que leur séparation n'était qu'un hiatus à durée indéterminée.
Juste après l'appel de DeVoe, Hoppus et Barker ont commencé à avoir d'autres idées. Enregistrant au sous-sol de chez Barker et dans la salle à manger de chez Hoppus, les deux musiciens ont expérimenté avec des batteries électroniques, des samples, des synthétiseurs et des séquenceurs. En avril 2005, Hoppus participa à une interview avec MTV News dans laquelle il révèle l'existence du groupe, +44. ils ont ensuite décidé d’arrêter les interviews à propos du nouveau projet. Le nom du groupe est une référence à l'indicatif téléphonique du Royaume-Uni, où Hoppus et Barker ont discuté du projet pour la première fois,.

## Enregistrement et production
L'addition des autres membres de +44 s'est faite progressivement. En avril 2005, Barker invita son amie Carol Heller à chanter une chanson. Anciennement du quartet féminin punk Get the Girl, Heller chanta avec Hoppus sur la majorité des premières démos du groupe. Pendant ce temps, Hoppus demanda à son ami Shane Gallagher de jouer de la guitare sur quelques pistes sur lesquelles le groupe travaillait, et il fut rapidement ajouté en tant que membre officiel du groupe. En octobre 2005, Hoppus et Barker achetèrent un studio, et après avoir déménagé leur équipement, reprirent les enregistrements en se dirigeant vers un son plus organique. Heller se trouva en désaccord avec cette direction et, avec sa décision de fonder une famille, se sépara du groupe à la fin de l'année. Peu après, Craig Fairbaugh vint observer, écouter, et même jouer leurs chansons. À la fin de la journée, Hoppus et Barker lui demandèrent d'être le quatrième membre du groupe. En février 2006, le groupe commença l'enregistrement de l'album.
L'album fut produit par Hoppus, Barker, et un ami et associé de longue date Jerry Finn, dans le rôle de producteur exécutif. Finn est arrivé tard dans la production afin de superviser l'achèvement, mais il a finalement donné des idées et écrit des chansons avec Hoppus. Le producteur Dan "The Automator" Nakamura fut appelé à "bricoler" une piste. À la fin, le titre provisoire de l'album était Little Death. En aout, le groupe décida finalement d'appeler l'album When Your Heart Stops Beating.
L'artwork et les photographies furent créés par Estavan Oriol.

## Musique
Le ton de l'album a été décrit comme "constamment optimiste", montrant une variété d'influences comme The Postal Service, Missing Persons, et The Cure. L'influence de The Postal Service se remarque dans Make You Smile, qui montre des échanges fréquents garçon-fille. L'album a différentes structures de chansons et des tempéraments variés, et les six premières chansons de l'album sont une alternance de chansons rock rapides et de ballades,. Plusieurs critiques ont remarqué la similarité entre la musique de +44 et le dernier album de Blink-182, sorti en 2003 Plusieurs pistes présentent un son punk traditionnel (avec une touche plus mélodique), mais montrent aussi l'électronique comme une pièce maitresse.
À propos des paroles, Hoppus explique que l'album parle de tout ce qui s'est passé, notamment Blink-182, leur séparation et le sentiment désagréable qui en est resté. Il dit que cet album contient à la fois les paroles les plus positives qu'il ait jamais écrites mais en même temps les paroles les plus noires, avec des paroles sombres et introspectives dans certaines chansons, mais aussi des pistes optimistes et positives. Hoppus a aussi décrit les paroles comme étant la musique la plus personnelle qu'il ait jamais écrite. Pour Barker, l'écriture des paroles fut inspirée du "roller coaster" de nouvelles opportunités qui s'offrent en commençant un nouveau groupe, comme écrire une nouvelle chanson ou jouer un premier concert. Le sentiment se ressent dans When Your Heart Stops Beating, et Barker a décrit le sentiment de l'album comme être transporté dans différents endroits, rouler trop vite, ou descendre une rue en skateboard au milieu de la nuit. La chanson inspirée le plus directement de la fin de Blink-182 est No, It Isn't, également inspirée des sentiments de trahison qui ont suivi. Barker expliqua que la chanson un an plus tard pour enfin dévoiler la vérité. Pendant un an, les gens ont dit que ce qu'a fait Tom est correct. Cela l'a rongé, et ils en ont donc fait une chanson.
En juin 2011, Mark Hoppus nota que Baby, Come On pouvait être la chanson qu'il ait écrite qu'il préfère.

## Promotion
La date de sortie de When Your Heart Stops Beating a été fortement médiatisé et attendu par la presse musicale. Dès aout 2005, des rumeurs commencèrent à circuler sur Internet, disant que l'album sortirait en janvier 2006 Bien que la direction du groupe a nié ces informations. Grâce au silence de Hoppus et Barker dans les interviews, la désinformation a inondé Internet dans le mois précédent la sortie de l'album, dont d'innombrables imposteurs diffusant des fausses chansons. Barker trouva assez flatteur que des jeunes postent des musiques sous leur nom, car cela signifie au moins que les gens sont impatient d'écouter leur album. No It Isn't sortit en décembre 2005 et causa des spéculations sur le fait que cette chanson concerne la séparation de Blink-182,.
Hoppus ne donna aucune interviews jusqu'à peu avant la sortie de l'album, et passa plutôt son temps a mettre à jour son blog, produire des pistes pour Motion City Soundtrack, et travailler sur l'album dans un relatif secret. James Montgomery de MTV News expliqua que pendant ce temps, Tom DeLonge fit l'inverse, inondant les blogs et magazines de citations mettant en avant son nouveau groupe et rejetant la faute de la situation de Blink-182 sur Hoppus et Barker. Hoppus et Barker se sont abstenus de s'adresser aux medias, préférant s'enfermer dans leur studio pour l'enregistrement de l'album. Hoppus expliqua qu'ils s'en « mordait leurs langues » mais se turent et maintenant que l'album est terminé, ils vont avoir la chance de raconter la vérité. Barker ajouta qu'ils sont restés silencieux pendant un an et plutôt que trouver les mots pour s'expliquer, ils ont préféré laisser la musique le faire à leur place, et c'est maintenant aux gens d'écouter cette musique et entendre la vérité.

## Sortie et critiques
When Your Heart Stops Beating est officiellement sorti le 13 novembre 2006. Le 19 octobre 2006, When Your Heart Stops Beating débuta à la 22e place des "ARIA Albums Chart", et 2e des "Rock Albums Chart". Aux États-Unis, l'album débuta à la 10e place des "Billboard 200" avec approximativement 66 000 exemplaires vendus la première semaine. L'artwork fut disponible en trois couleurs: bleu, rose, et vert. Chose intéressante, la plupart des versions rééditées sont sorties en versions avec des couvertures bleues, la version verte contenait les inédits.
Les critiques musicales de l'album sont globalement mitigées. Pour Metacritic, qui donne une note sur 100 en fonction des différentes critiques de l'album, When Your Heart Stops Beating a reçu une note moyenne de 60, basée sur 11 critiques. Drew Beringer, d'AbsolutePunk le décrivit comme un "premier album diversifié et puissant", et le considère comme "un des plus honnête album de 2006". The Washington Post décrivit +44 comme étant dans le même esprit que Blink-182 et The Gauntlet appela cet album, le meilleur projet post-Blink-182. The Maneater, de Joey Vergara, compara cet album à l'album éponyme de Blink-182, en une version améliorée. Aidin Vaziri, écrivant une critique pour Amazon, fut d'accord et nota que les chansons Baby Come On et Little Death montraient enfin les musiciens offrant ce qui avait été promis sur l'album de Blink-182. Deseret News trouva When Your Heart Stops Beating à la fois meilleur et plus complet que le nouveau projet de Tom DeLonge, l'album We Don't Need to Whisper de Angels & Airwaves. The New York Times le décrivit comme plus accrocheur que l'album de Angels & Airwaves, mais finit cependant avec la conclusion qu'aucun des deux groupes n'est aussi bon que Blink-182.
Contrairement au Daily Princetonian trouvant que +44 manquait d'originalité, The Avion Newspaper déclara que le groupe était sans aucun doute original et que chaque chanson était agréable. Channing Freeman de Sputnikmusic appela cet album un standard de la musique pop punk, n'étant pas trop éloigné de Blink-182. Bien que beaucoup de critiques punk et quelques critiques généralistes lui aient donné une bonne note, d'autres comme Rolling Stone et Alternative Press ont été beaucoup moins impressionnés par l'album.
En mai 2011, When Your Heart Stops Beating est sorti sur un vinyle bleu et blanc. Le LP, limité à 2000 exemplaires, est disponible exclusivement par l'intermédiaire de la chaîne de vente au détail Hot Topic.

## Pistes de l'album
Les paroles sont de Mark Hoppus, la musique est de +44.
| When Your Heart Stops Beating | When Your Heart Stops Beating | When Your Heart Stops Beating | When Your Heart Stops Beating | When Your Heart Stops Beating | When Your Heart Stops Beating | When Your Heart Stops Beating | When Your Heart Stops Beating | When Your Heart Stops Beating | When Your Heart Stops Beating |
| No                            | Titre                         | Durée                         |                               |                               |                               |                               |                               |                               |                               |
| ----------------------------- | ----------------------------- | ----------------------------- | ----------------------------- | ----------------------------- | ----------------------------- | ----------------------------- | ----------------------------- | ----------------------------- | ----------------------------- |
| 1.                            | Lycanthrope                   | 3:57                          |                               |                               |                               |                               |                               |                               |                               |
| 2.                            | Baby Come On                  | 2:46                          |                               |                               |                               |                               |                               |                               |                               |
| 3.                            | When Your Heart Stops Beating | 3:12                          |                               |                               |                               |                               |                               |                               |                               |
| 4.                            | Little Death                  | 4:05                          |                               |                               |                               |                               |                               |                               |                               |
| 5.                            | 155                           | 3:29                          |                               |                               |                               |                               |                               |                               |                               |
| 6.                            | Lillian                       | 4:38                          |                               |                               |                               |                               |                               |                               |                               |
| 7.                            | Cliff Diving                  | 3:44                          |                               |                               |                               |                               |                               |                               |                               |
| 8.                            | Interlude                     | 1:12                          |                               |                               |                               |                               |                               |                               |                               |
| 9.                            | Weatherman                    | 4:33                          |                               |                               |                               |                               |                               |                               |                               |
| 10.                           | No, It Isn't                  | 3:32                          |                               |                               |                               |                               |                               |                               |                               |
| 11.                           | Make You Smile                | 3:44                          |                               |                               |                               |                               |                               |                               |                               |
| 12.                           | Chapter 13                    | 5:07                          |                               |                               |                               |                               |                               |                               |                               |
| 44:00                         |                               |                               |                               |                               |                               |                               |                               |                               |                               |

Il y a un silence de 20 secondes après Chapter 13 pour que l'album dure exactement 44 minutes.

### Pistes bonus
| No  | Titre                     | Durée |
| --- | ------------------------- | ----- |
| 13. | Baby Come On (acoustique) | 2:54  |
| 14. | Weatherman (acoustique)   | 4:17  |
| 15. | 145 (acoustique de 155)   | 3:36  |

## Collaborateurs
+ 44
- Mark Hoppus - Chant, basse
- Travis Barker - Batterie, percussions, clavier
- Shane Gallagher - Guitare solo
- Craig Fairbaugh -  Guitare rythmique, chant

Musicien additionnel
- Carol Heller - Chant sur Make You Smile, chœurs sur Weatherman et No It Isn't

Production
- Mark Hoppus - Producteur
- Travis Barker - Producteur
- Jerry Finn - Producteur
- Chris Holmes - Ingénieur du son
- James Ingram - Assistant ingénieur

## Charts
Album
| Année | Chart                                         | Position |
| ----- | --------------------------------------------- | -------- |
| 2006  | U.S. Billboard 200                            | 10       |
| 2006  | Canadian Albums Chart                         | 8        |
| 2006  | Australian Albums Chart                       | 22       |
| 2006  | Syndicat National de l'Édition Phonographique | 134      |
| 2006  | UK Album Charts                               | 50       |
| 2006  | Swiss Albums Chart                            | 79       |

Singles
| Année | Single                        | Chart                            | Position |
| ----- | ----------------------------- | -------------------------------- | -------- |
| 2006  | When Your Heart Stops Beating | U.S. Billboard Hot 100           | 89       |
| 2006  | When Your Heart Stops Beating | U.S. Modern Rock Tracks          | 14       |
| 2006  | When Your Heart Stops Beating | U.S. Pop 100                     | 78       |
| 2006  | When Your Heart Stops Beating | UK Singles Chart                 | 47       |
| 2006  | When Your Heart Stops Beating | Irish Singles Chart              | 47       |
| 2006  | When Your Heart Stops Beating | Media Control Charts (Allemagne) | 72       |
| 2006  | When Your Heart Stops Beating | ARIA Charts (Australie)          | 47       |
| 2006  | When Your Heart Stops Beating | Ö3 Austria Top 40 (Autriche)     | 74       |